# Sidi-Saïd
Sidi-Saïd est un village comptant environ 1500 habitants, il est réputé pour son école coranique visitée par des gens venant de toute l'Algérie.
Le village se trouve à 6 kilomètres du chef-lieu de la daïra Seddouk.
Sidi-Said est le chef-lieu de la commune de M'cisna (Imessissen), sans être pour autant le village le plus peuplé. ses habitants sont nommés les almoravides, en référence à la dynastie Almoravide qui a longtemps régné sur l'Andalousie.